# ヒロバナジェントルキツネザル
ヒロバナジェントルキツネザル（Prolemur simus）は、キツネザル科に属すサルの一種。マダガスカル島のごくわずかな森林でのみみられ、保全状況は非常に悪い。一属一種である。

## 分布
マダガスカル中西部及び南西部に分布する。

## 形態
体色は灰色がかった茶色で、耳だけが白いふさふさした毛で覆われている。アンドリンギトラ山の近くの個体群は、体は全体的に赤茶色で、白い毛のある耳をもたない。
体重約2キログラムと、ジェントルキツネザル属よりも大型になる。

## 分類
ヒロバナジェントルキツネザル属Prolemurは、本種のみが含まれるキツネザル科の一属。本種はもともとジェントルキツネザル属に区分されていたが、2001年に独立した属を形成する説が定説となった。オオジェントルキツネザル属とも呼ばれる。種小名simusには、ラテン語で「鼻の低い」の意がある。
マダガスカル島で2番目に高い山であるアンドリンギトラ山の近くでみられる個体群は、全体的に赤茶色で特徴的な白い耳をもたない。そのため、この個体群は亜種の可能性が指摘されている。

## 生態
竹林が優勢する熱帯雨林や湿地帯に生息する。非常に頑丈な顎をもっており、タケの硬い部分の部分を噛みきることができ、内側の白く柔らかな髄の部分を食べる。そのため、生息地の森の中で、引き裂かれたタケが落ちている場合、本種の食事の跡である。タケの髄の他、タケノコ、成熟葉、タケの新芽を食す。ただ、採食全体の95%以上は、猛毒のタケである。他のキツネザル科と同様、昼も夜も活動する。

## 保全状況
保全状況は著しく悪く、そのうえ、日々悪化し続けている。現在の生息地は、過去の文献や化石から推測されるかつての分布域と比較すると、わずか5%以下の広さである。焼き畑農業による竹林の消失が大きな原因と考えられる。現在においては、野生下ではわずか500匹ほどしかみられない。こうしたことから、IUCNのレッドリストにおいて、絶滅寸前であると判断されている。

## ギャラリー

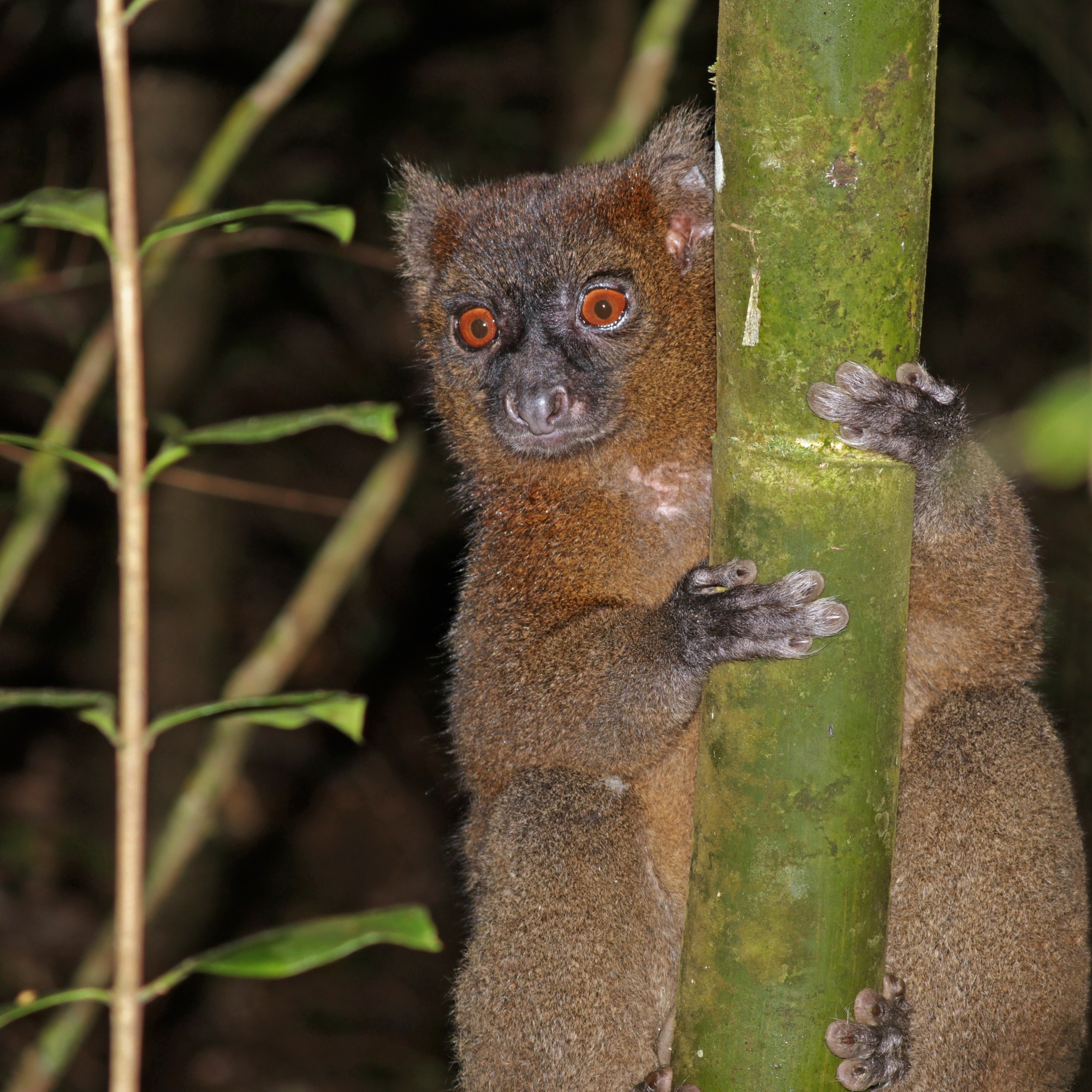
眼は赤褐色で顔は黒色。
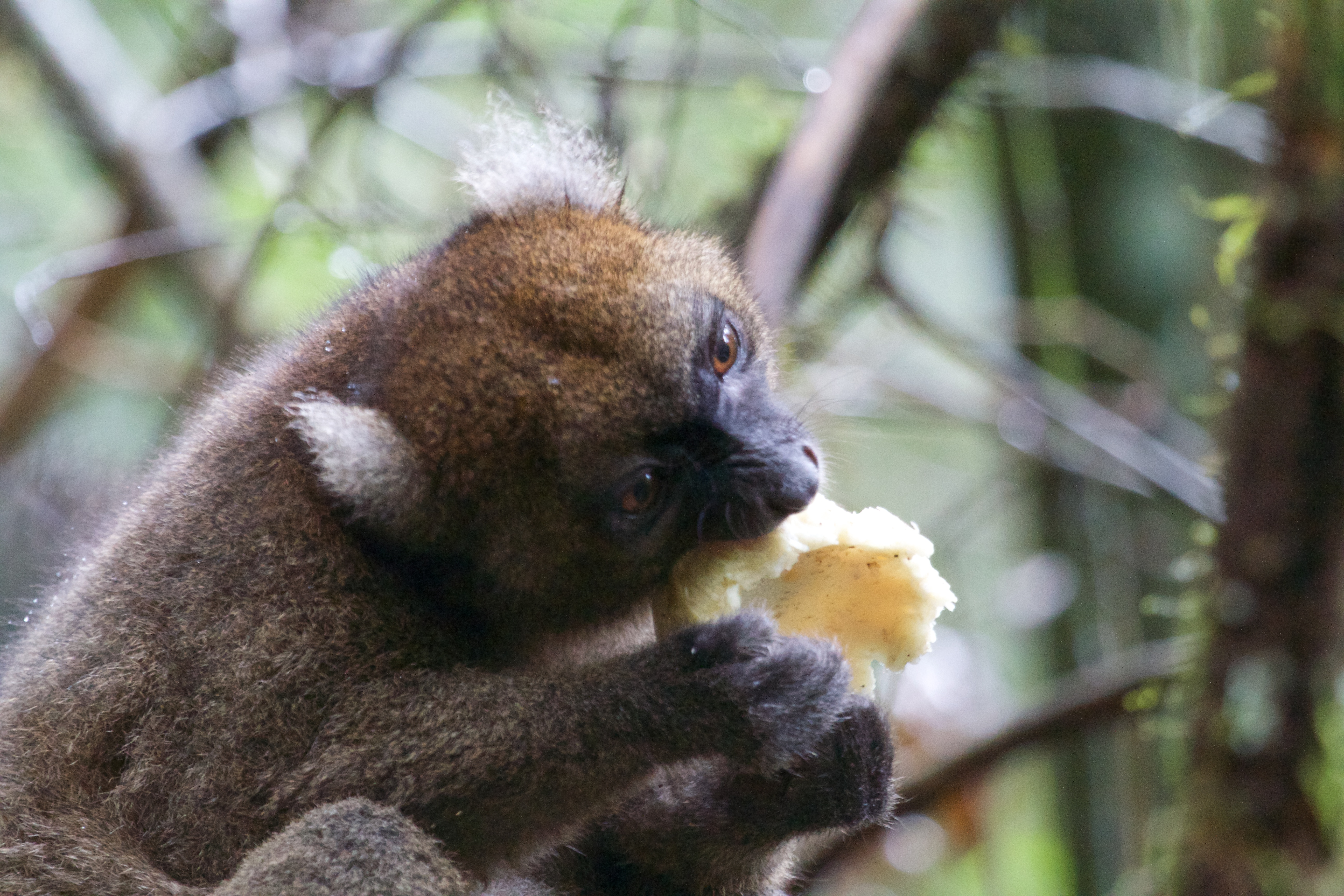
食事の様子。
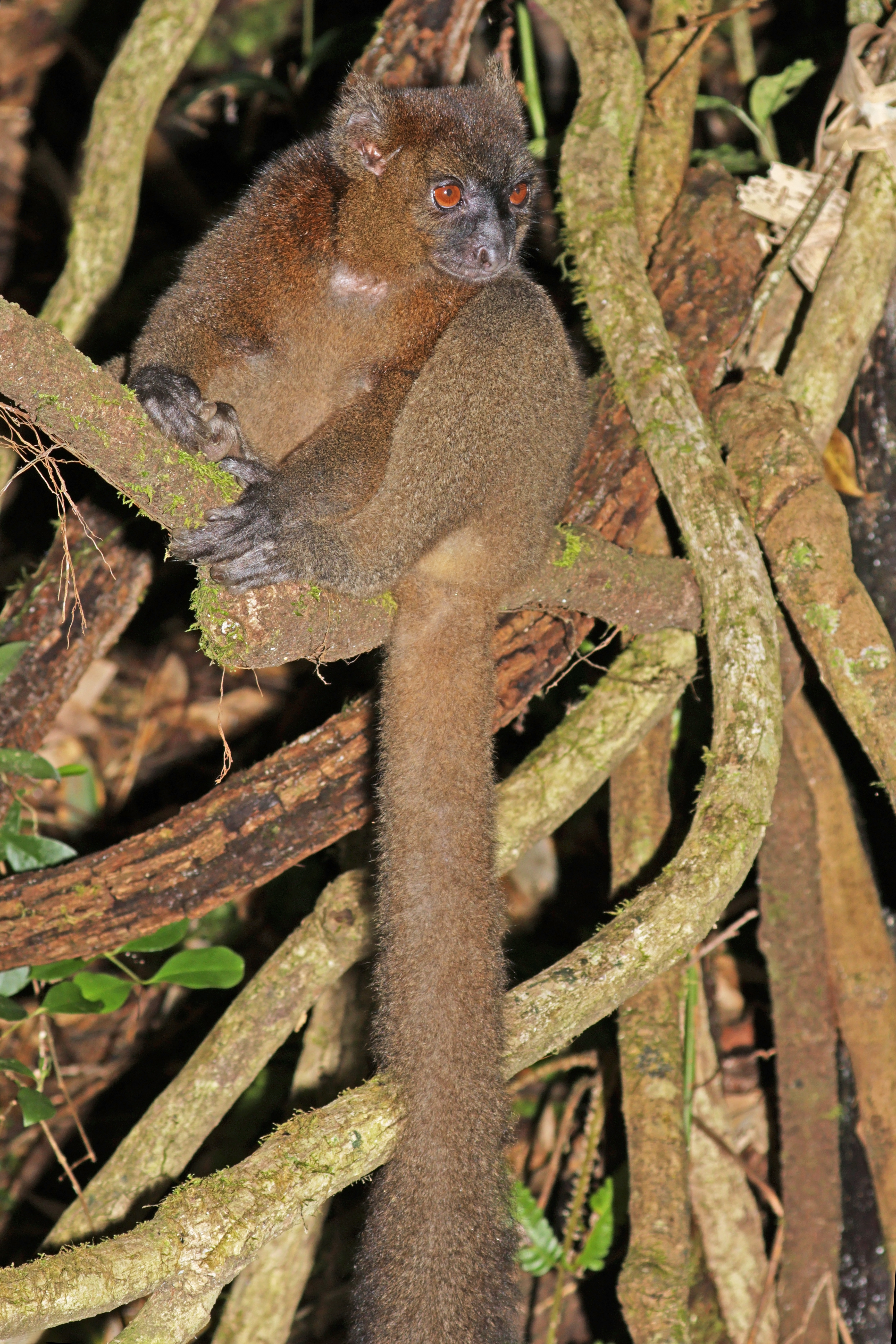
ラヌマファナ国立公園での写真。
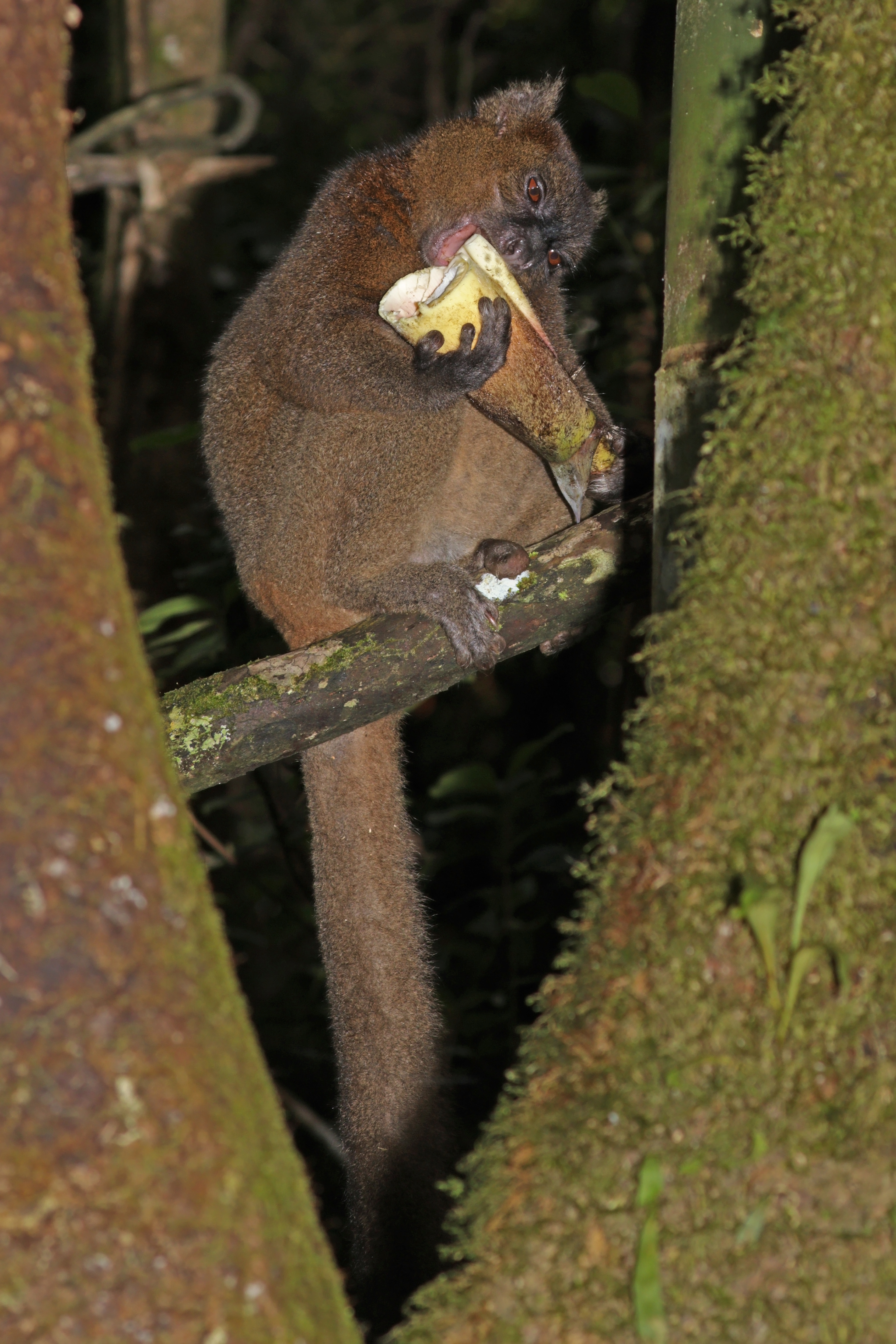
タケノコの皮を剥がす様子。
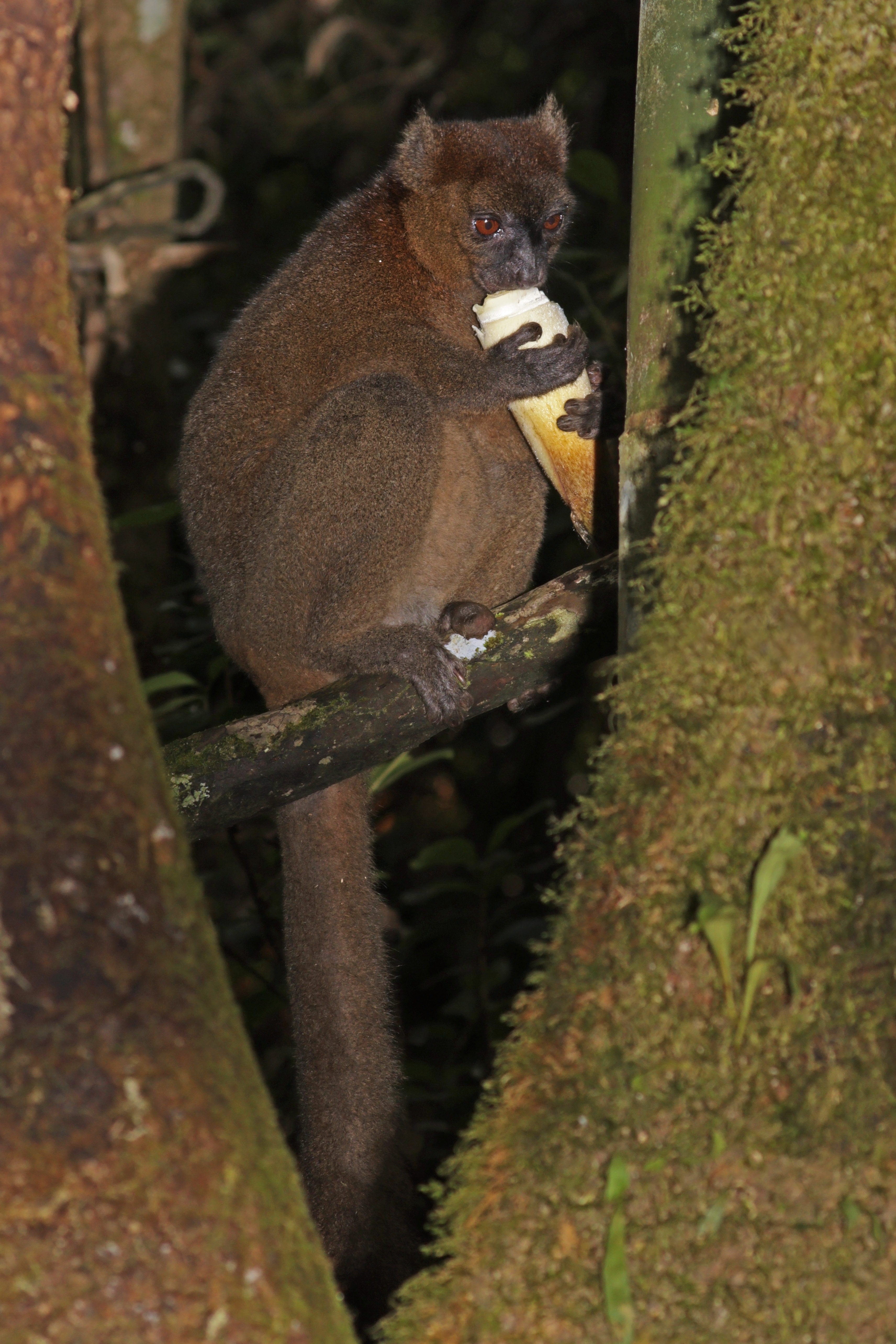
タケノコを食す様子。
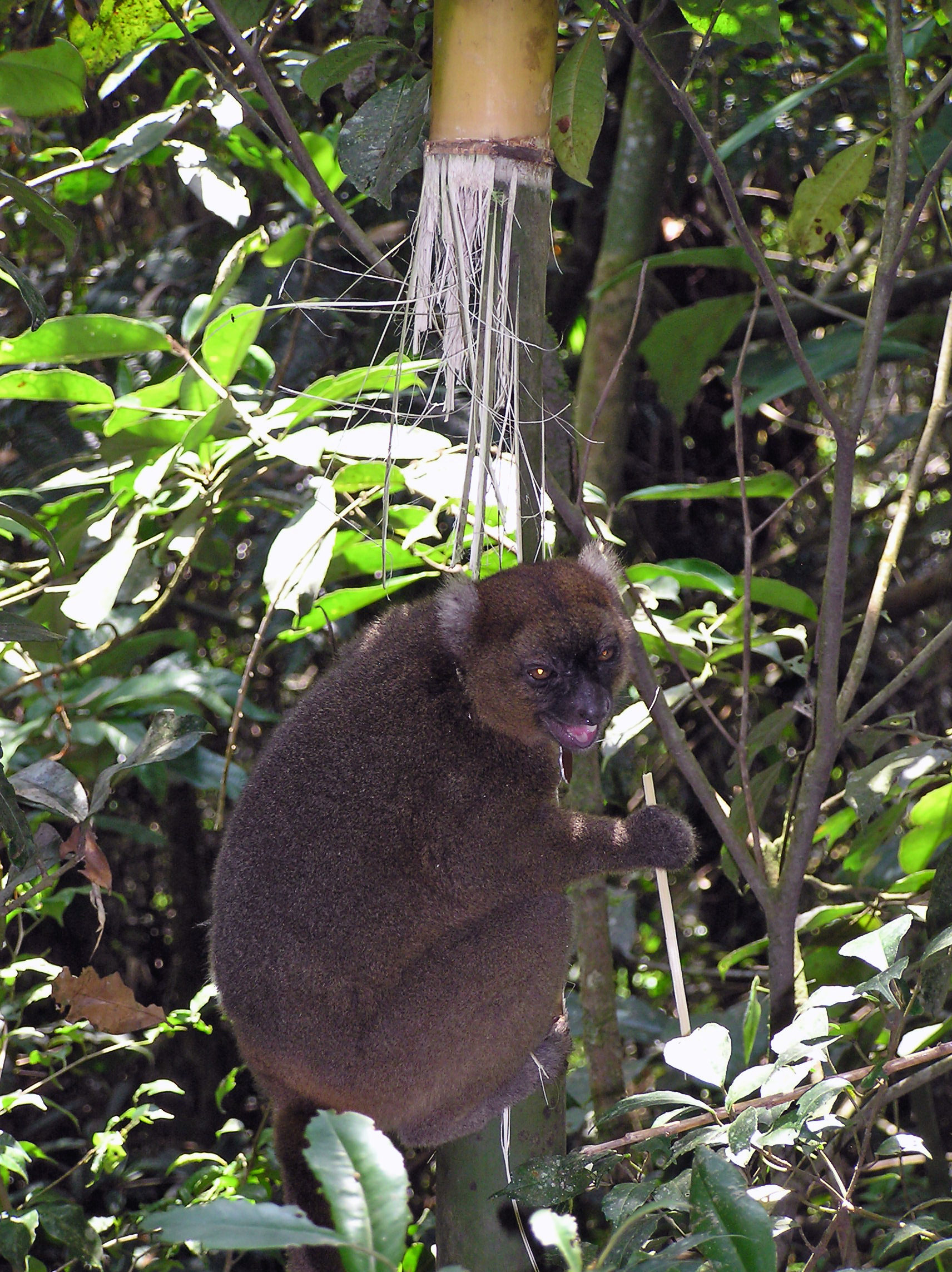
タケの内部を食す様子。
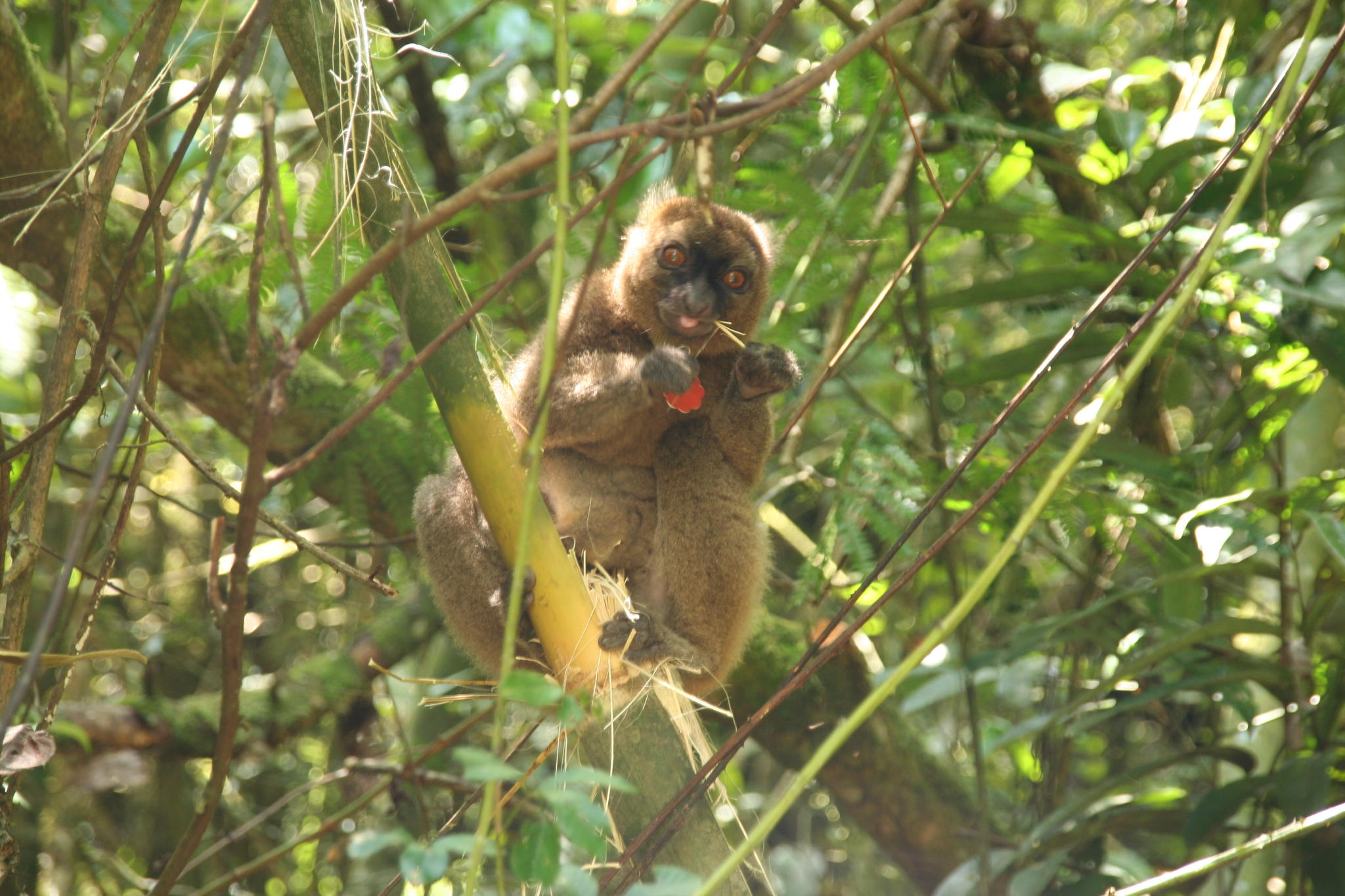
タケの内部を食す様子。
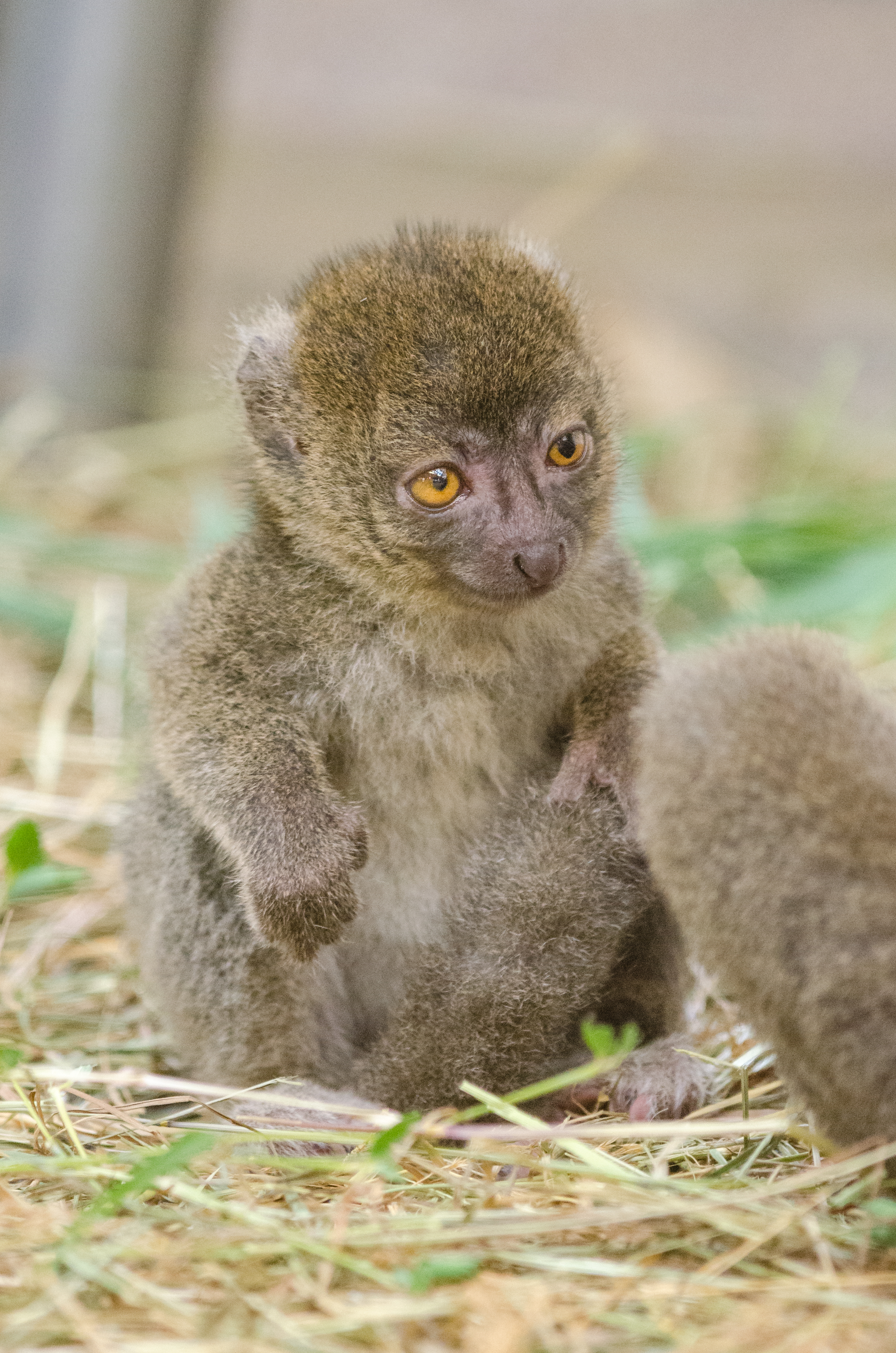
子供。